# TV Großwallstadt

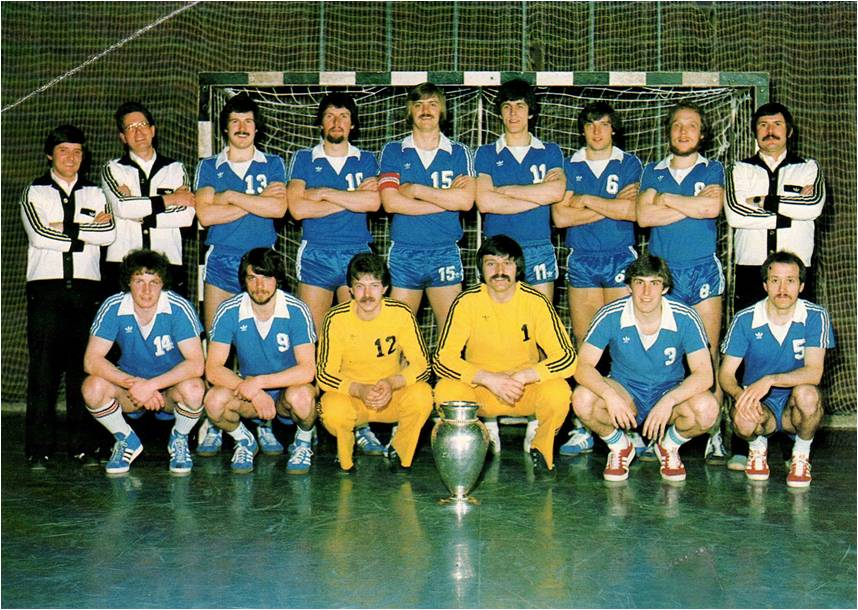
Tyska mästarlaget från 1978.

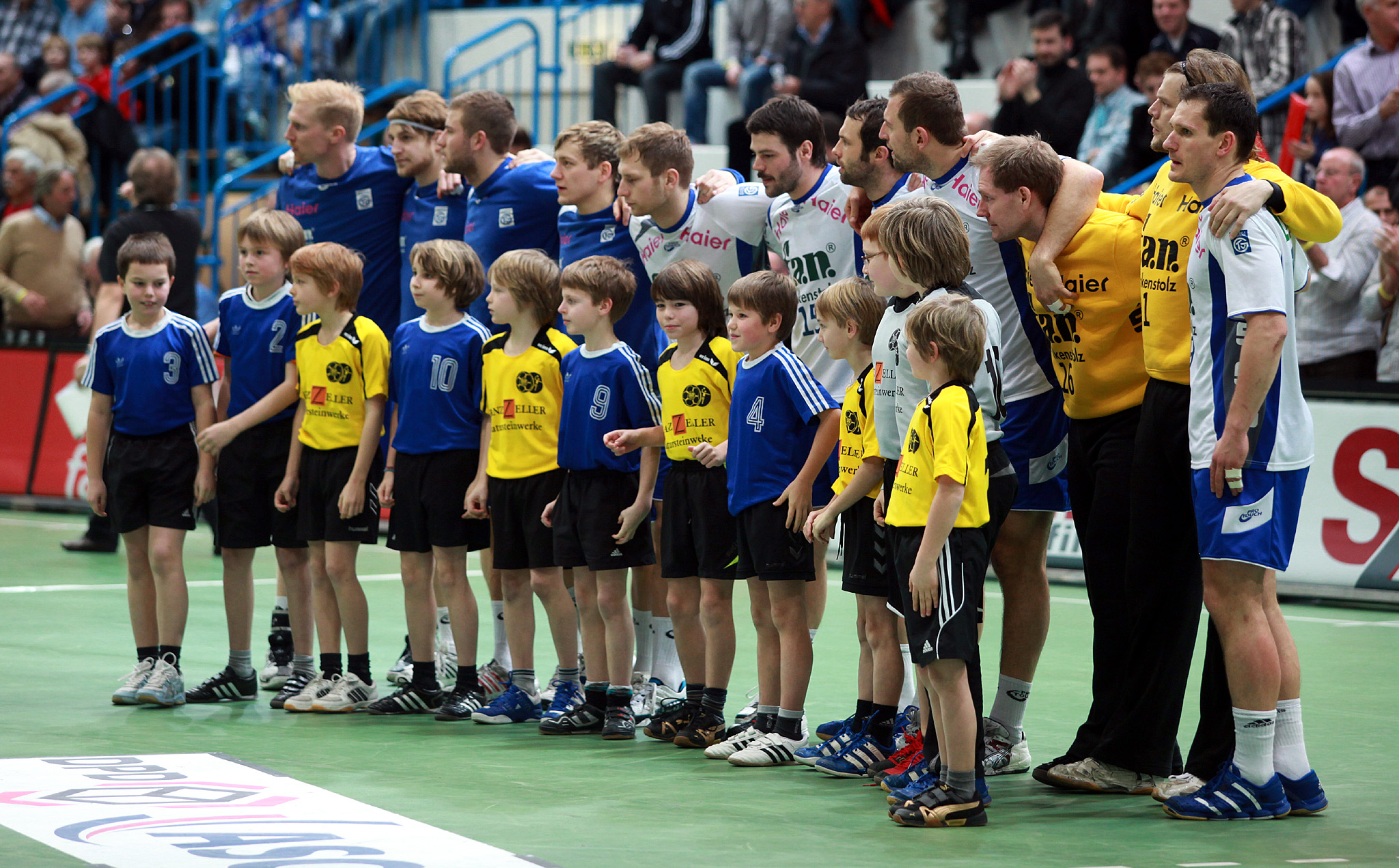
Spelartruppen i december 2010.

TV Großwallstadt är en tysk idrottsförening från unterfranken-området Großwallstadt i landkreis Miltenberg, mest känd för dess handbollssektion. Förutom handbollssektionen, som omfattar mer än två tredjedelar av medlemmarna, bedriver föreningen också verksamheterna badminton, jazzdans, bowling, friidrott, bordtennis, gymnastik, sång och vandring.
Några av handbollslagets främsta meriter är att de blivit tyska mästare sex gånger (1978, 1979, 1980, 1981, 1984 och 1990) och vunnit Europacupen, nuvarande Champions League, två gånger (1979 och 1980).

## Spelartrupp
| Nr | Land     | Pos | Namn                  |
| -- | -------- | --- | --------------------- |
| 16 | Tyskland | MV  | Jan-Steffen Redwitz   |
| 92 | Lettland | MV  | Arturs Kugis          |
| 2  | Tyskland | H6  | Michael Spatz         |
| 5  | Tyskland | 9M  | Marcel Engels         |
| 8  | Tyskland | V6  | Florian Eisenträger   |
| 9  | Tyskland | M6  | Jan Blank             |
| 10 | Grekland | 9M  | Christos Erifopoulos  |
| 13 | Tyskland | 9M  | Louis Markert         |
| 15 | Tyskland | H6  | Antonio Schnellbacher |

| Nr | Land      | Pos | Namn          |
| -- | --------- | --- | ------------- |
| 20 | Slovakien | H6  | Tomáš Urban   |
| 24 | Kroatien  | M6  | Dino Corak    |
| 27 | Tyskland  | 9M  | Mario Stark   |
| 31 | Tyskland  | 9M  | Tom Spieß     |
| 33 | Tyskland  | 9M  | Thomas Keck   |
| 34 | Tyskland  | 9M  | Jan Winkler   |
| 36 | Tyskland  | 9M  | Lars Spieß    |
| 89 | Tyskland  | V6  | Andre Göpfert |

## Meriter
- Tyska mästare sex gånger (1978, 1979, 1980, 1981, 1984 och 1990)
- Tyska cupmästare fyra gånger (1980, 1984, 1987 och 1989)
- Europacupmästare två gånger (1979 och 1980)
- IHF-cupmästare 1984
- Internationella supercupmästare 1980
- Citycupen-mästare 2000

## Spelare i urval
- Mattias Andersson (2008–2011)
- Joachim Boldsen (1999–2001)
- Heiko Grimm (1997–2004, 2005–2008)
- Mafred Hofmann (1966–1982)
- Jan-Olaf Immel (2005–2007)
- Dominik Klein (2002–2003, 2005–2006)
- Nenad Kljaić (1994–2000)
- Péter Kovács (1988–1990)
- Jörg Kunze (1995–2001, 2003–2005)
- Joakim Larsson (2008–2013)
- Carsten Lichtlein (2000–2005)
- Peter Meisinger (1975–1984)
- Christian Ramota (1999–2001)
- Jackson Richardson (1997–2000)
- Bernd Roos (1988–2003)
- Michael Roth (1986–1990)
- Ulrich Roth (1987–1990)
- Martin Schwalb (1984–1988)
- Tonči Valčić (2000–2003)
- Andreas Wolff (2009–2013)